# موشه شارت
موشه شارت (در عبری: משה שרת) (۱۶ اکتبر ۱۸۹۴ – ۷ ژوئیه ۱۹۶۵) دومین نخست‌وزیر اسرائیل بود.

## نگارخانه

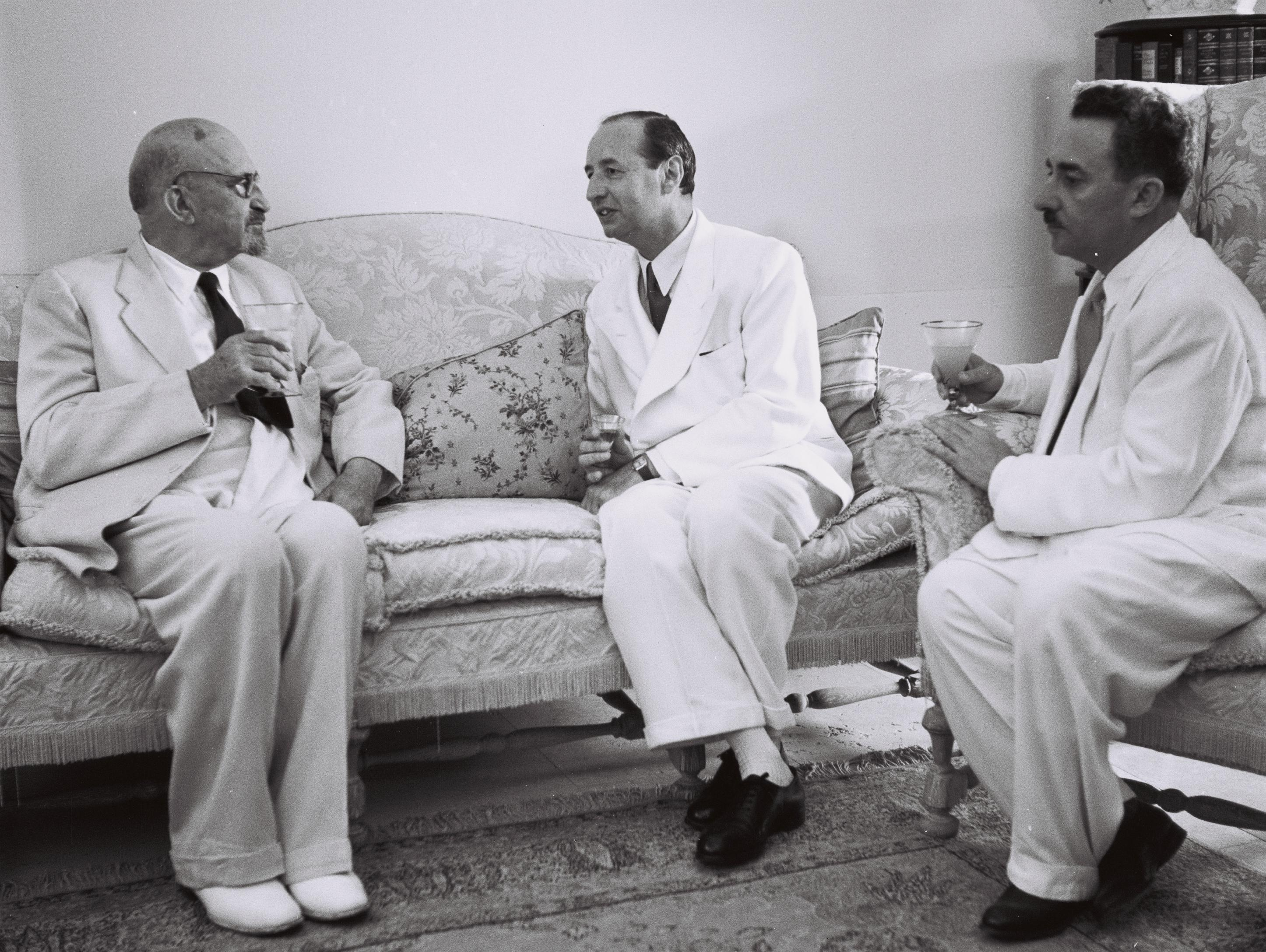
موشه شارت در جلسهٔ معارفهٔ سیف‌الله ايسن نخستین سفیر ترکیه در اسرائیل و در حضور حییم وایزمن، رئیس‌جمهور اسرائیل
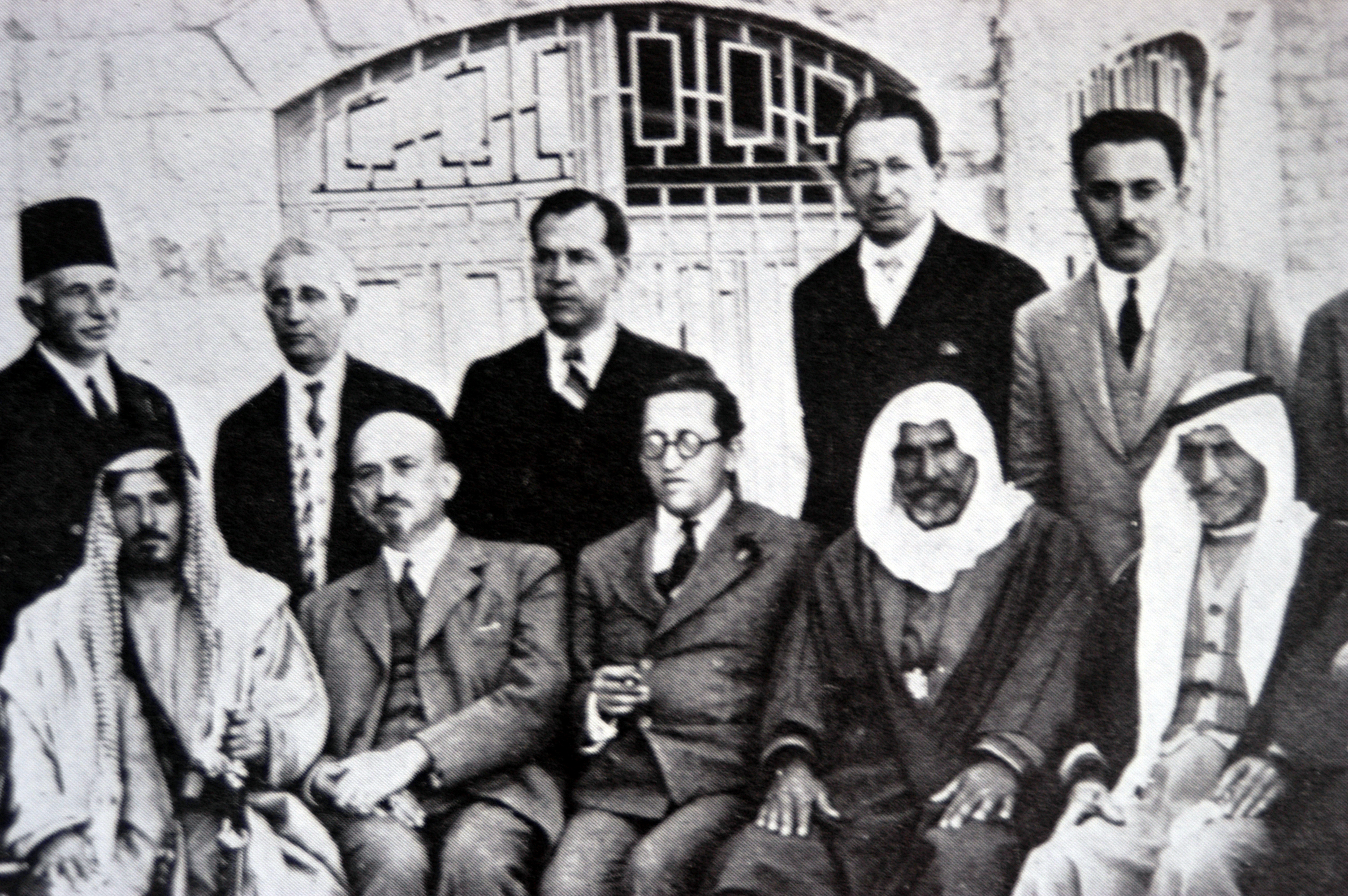
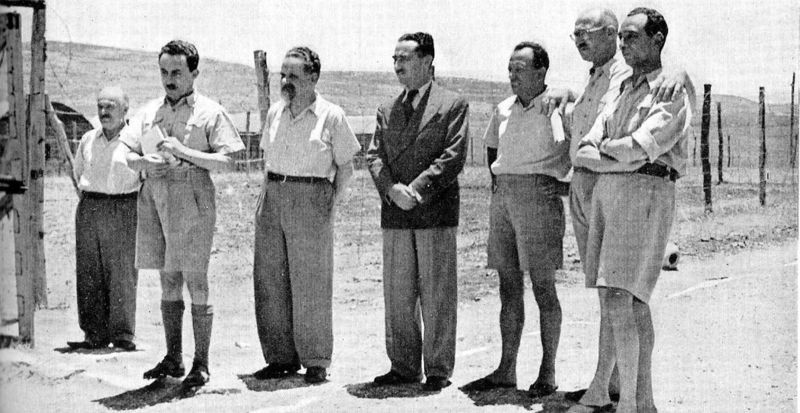